# 9月1日
9月1日是阳历年的第244天（闰年是245天），离一年的结束还有121天。

## 大事记

### 19世紀以前
- 1145年：隆德主教座堂的主祭壇供奉羅馬的聖老楞佐和聖母瑪利亞，是當時所有北歐國家的天主教大教堂。
- 1271年：教宗額我略十世当选为教宗。
- 1449年：土木堡之变：明英宗被王振挟持以五十万大军亲征蒙古瓦剌部，在土木堡（今河北怀来县西南）被瓦剌军包围，英宗被俘。
- 1604年：錫克教的宗教典籍《古魯·格蘭特·薩希卜》被供奉在阿姆利則的金廟中。
- 1715年：統治法蘭西王國長達72年的波旁王朝國王路易十四在巴黎凡爾賽宮逝世，由曾孫路易十五繼承王位。

### 19世紀
- 1804年：德國天文學家卡爾·路德維希·哈丁透過望遠鏡在主小行星帶中發現小行星「婚神星」。
- 1859年：強大的太陽風暴造成日冕巨量噴發，數小時後撞擊地球，產生有紀錄以來最強烈的磁暴，並造成在中緯度可見的明亮極光。
- 1870年：普法戰爭：以普魯士王國威廉一世及老毛奇為首的北日耳曼聯邦軍隊在色當會戰打敗法蘭西第二帝國軍隊並俘虜波拿巴王朝皇帝拿破崙三世及元帥帕特里斯·麥克馬洪。

### 20世紀
- 1902年：第一部科幻電影《月球旅行記》在法國上映。
- 1905年：艾伯塔省与萨斯喀彻温省加入加拿大邦联。
- 1907年：中国同盟会成员王和顺在王岗山发动防城起义。
- 1914年：最后一只旅鸽在辛辛那堤动物和植物园死去，旅行鸽种族灭绝。
- 1914年：俄羅斯的圣彼得堡改名为彼得格勒。
- 1917年：護法運動：孙中山被非常國會选为軍政府大元帅，号召北伐。
- 1918年：徐世昌当选中華民國總統。
- 1919年：蘇維埃俄国圣彼得堡更名彼得格勒。
- 1923年：日本關東地方發生芮氏地震規模7.8的強烈地震，估計造成10萬人至14萬人死亡。
- 1937年：淞沪会战中，日本陆军占领吴淞炮台。
- 1937年：蘇聯政府以遏止日本間諜滲透為由，將遠東地區的高麗人強制遷移至中亞。
- 1939年：納粹德國軍隊自維厄隆和西盤半島發動大型攻勢入侵波蘭，第二次世界大戰在歐洲爆發。
- 1939年：喬治·卡特萊特·馬歇爾成為美國陸軍參謀長。
- 1939年：纳粹德国重新发行铁十字勋章。
- 1943年：馬來亞人民抗日戰爭史上最慘痛的一日，馬來亞人民抗日軍於黑風洞舉行秘密會議。時任馬共總書記萊特以汽車故障為由拒絕出席，而在消息走漏後日軍事先得到通知。於黎明發動突襲包圍黑風洞。馬來亞人民抗日軍幾乎遭到日軍全殲。
- 1951年：美國與澳洲、紐西蘭簽署太平洋安全保障條約。
- 1952年：欧内斯特·海明威发表小说《老人与海》。
- 1953年：中国人民解放军军事工程学院成立于哈尔滨。
- 1955年：武汉长江大桥开工建设。
- 1958年：鱈魚戰爭：冰島立法擴展捕魚區，英國動員海軍前往冰島水域。
- 1961年：厄立特里亞軍隊向埃塞俄比亞軍隊開火，為期30年的厄立特里亞獨立戰爭爆發。
- 1961年：首届不结盟运动国家首脑会议于贝尔格莱德开幕。
- 1962年：颱風吹襲香港，導致130人死亡，53人受傷及36隻遇事越洋船舶，造成嚴重破壞。
- 1965年：西藏自治区正式成立。
- 1968年：九年國民教育：中華民國義務教育由六年延長為九年。
- 1968年：张荣发创立长荣海运公司。
- 1969年：利比亞國王伊德里斯一世在政變中被推翻，開始掌權利比亞長達42年之久。
- 1971年：卡塔尔国成立。
- 1972年：在一場被廣泛宣傳為冷戰對抗的比賽中，美國西洋棋大師鮑比·費雪擊敗蘇聯棋手鮑里斯·斯帕斯基，成為第11位西洋棋冠軍。
- 1974年：第七届亚洲运动会在伊朗德黑兰开幕。
- 1974年：美国SR-71黑鸟式侦察机在从纽约到伦敦的飞行途中创下了每小时2310.353公里的记录。
- 1982年：美國空軍太空司令部成立。
- 1983年：蘇聯空軍的Su-15攔截機在庫頁島附近擊落偏離航線的大韓航空007號班機，造成269人死亡。
- 1985年：美國和法國聯合搜索隊發現鐵達尼號殘骸。
- 1991年：蘇聯解體：烏茲別克宣佈脫離蘇聯獨立。
- 1993年：俄羅斯總統葉利欽解除副總統魯茨科伊和第一副總理舒梅科的職務。
- 1993年：香港城巴有限公司正式接管中華巴士26條港島區專利巴士路線。
- 1995年：香港的城巴再接管原由中巴營運的另外14條路線。
- 1996年：连接中国南北的京九铁路开通营运。
- 1998年：香港中華巴士專營權結束，88條路線交由新世界第一巴士接辦。

### 21世紀
- 2003年：中華民國護照開始於封面加註「TAIWAN」字樣。
- 2004年：车臣分离主义武装在俄罗斯北奥塞梯共和国别斯兰一所中学劫持1200多名人质，别斯兰人质危机发生。
- 2005年：德国之声主办的第二届国际博客大赛正式开始。
- 2008年：第91任日本首相福田康夫因支持率低迷不振，宣布辭職。
- 2009年：全球開始發行120 GB輕薄版PLAYSTATION 3。
- 2009年：美国佛蒙特州正式成为全美第四个将同性婚姻合法化的州份。
- 2012年：台灣民間舉行反媒體壟斷大遊行，訴求為反對旺中集團壟斷新聞媒體。
- 2014年：十二年國民教育將由施行前的九年國教延長至12年，且後3年採強迫性入學、免學費、公私立並行及免試為主。
- 2020年：Facebook宣布，如果澳大利亞政府如果啟動立法程序，要求該國科技公司向當地新聞機構付款，會考慮封鎖在平台上分享地區及國際新聞的澳大利亞用戶。
- 2020年：津巴布韋政府宣布歸還2000年至2001年間從外國人手中沒收的土地。當局表示土地被沒收的外籍人士大多為荷蘭人、英國人和德國人，他們發現可以申請索回。他們還表示，之前按照有爭議的土地改革計劃拿到土地的黑人農民需要將土地交回給外國人。
- 2020年：美國50名非裔黑人店主起訴美國連鎖快餐企業麥當勞，指對方安排他們到收入更低、安保花費較高的地區開店，而不是富裕、治安良好的地區，有種族歧視的嫌疑。
- 2020年：法國諷刺雜誌《查理周刊》重新發表曾引發暴力示威（英语：Charlie Hebdo issue No. 1178）的穆罕默德諷刺畫，回應將於近期啟動的查理週刊總部槍擊案庭審。
- 2020年：中華民國經濟部引用《兩岸人民關係條例》責令大陸OTT平台愛奇藝和騰訊WeTV於今天前結束運營。
- 2022年：阿根廷副总统克里斯蒂娜·费尔南德斯·德基什内尔遭一名巴西籍男子在幾厘米距離用一把半自動手枪指脸，該男子雖然扣動了扳機，但並沒有子彈射出，所以克里斯蒂娜未中枪，該男子则被警方当场逮捕。

## 出生
- 948年：辽景宗耶律贤，辽朝皇帝（982年逝世）
- 1453年：贡萨洛·费尔南德斯·科尔多瓦，西班牙军事家，民族英雄（1515年逝世）
- 1593年：姬蔓·芭奴，莫卧儿帝國皇后（1631年逝世）
- 1653年：約翰·帕赫貝爾，德國巴洛克時期作曲家、管風琴大師，《D大調卡農與吉格》作者（1706年逝世）
- 1751年：伊曼紐爾·席卡內德，德國劇作家、戲劇歌唱家、演員（1812年逝世）
- 1804年：約翰·米歇爾，英國陸軍元帥（1886年逝世）
- 1835年：威廉·斯坦利·傑文斯，英國经济学家、逻辑学家（1882年逝世）
- 1836年：郇和，英國外交官、博物學家（1877年逝世）
- 1854年：恩格尔贝特·洪佩尔丁克，德國後浪漫主義作曲家（1921年逝世）
- 1856年：谢尔盖·维诺格拉茨基，俄國微生物學家，土壤微生物學創立者之一（1953年逝世）
- 1862年：新渡戶稻造，日本國際政治活動家、農學家及教育家（1933年逝世）
- 1864年：明石元二郎，日本陸軍大將，第7任臺灣總督（1919年逝世）
- 1866年：詹姆斯·J·科比特，美國職業拳擊運動員（1933年逝世）
- 1868年：武藤信义，日本陸軍元帥（1933年逝世）
- 1871年：川村竹治，日本政治人物，第12任臺灣總督（1955年逝世）
- 1874年：塔拉特帕夏，鄂圖曼帝國政治人物，亞美尼亞大屠殺的主犯（1921年逝世）
- 1875年：金文泰，英國資深殖民地官員，曾任香港總督、海峽殖民地總督（1947年逝世）
- 1875年：埃德加·赖斯·巴勒斯，美國科幻小說家，《人猿泰山》系列創作者（1950年逝世）
- 1877年：弗朗西斯·阿斯頓，英國化學家，1922年諾貝爾化學獎得主（1945年逝世）
- 1878年：約翰·弗雷德里克·查爾斯·富勒，英國軍事理論家、軍事歷史學家、探照燈發明者（1966年逝世）
- 1886年：奥特马·舍克，瑞士作曲家、指揮家，擅聲樂寫作（1957年逝世）
- 1900年：安德烈·多泰爾，法國文學家（1991年逝世）
- 1906年：华金·巴拉格尔，多明尼加政治人物，前任多明尼加總統（2002年逝世）
- 1910年：近藤峰，日本超級人瑞（2025年逝世）
- 1917年：劉建康，中國生态学家（2017年逝世）
- 1922年：維托里奧·加斯曼，義大利男演員、導演、編劇、電視節目主持人（2000年逝世）
- 1923年：洛基·馬西安諾，義大利裔美國職業拳擊手，拳擊史上唯一生涯全勝的世界重量級拳王（1969年逝世）
- 1925年：羅伊·格勞伯，美國物理學家，2005年諾貝爾物理學獎得主（2018年逝世）
- 1931年：迈克尔·拉宾，以色列計算機科學家
- 1935年：周亦卿，香港企業家（2018年逝世）
- 1935年：小泽征爾，日本指揮家（2024年逝世）
- 1935年：雅科夫·西奈，俄羅斯數學家
- 1936年：瓦列里·列加索夫，蘇聯無機化學家暨蘇聯科學院院士（1988年逝世）
- 1938年：艾倫·德肖維茨，美國律師、法律學者
- 1939年：莉莉·湯姆琳，美國女演員、作家、劇場製作人
- 1940年：安妮·艾諾，法國作家，2022年諾貝爾文學獎得主
- 1943年：角川歷彥，日本企業家，現任角川集團會長
- 1945年：湯健明，台灣電視主播
- 1946年：盧武鉉，韓國政治人物，第16任韓國總統（2009年逝世）
- 1946年：巴里·吉布，英國比吉斯樂團節奏吉他手、歌手、作曲家、製作人
- 1948年：詹姆斯·瑞布霍恩，美國演員（2014年逝世）
- 1950年：黎新祥，香港足球員、足球教練（2010年逝世）
- 1950年：米哈伊爾·弗拉德科夫，俄羅斯政治家，總理
- 1954年：丁守中，台灣政治人物
- 1954年：小倉宏昌，日本美術指導
- 1956年：張豐毅，中國男演員
- 1957年：格洛丽亚·埃斯特凡，古巴裔美國歌手、演員，曾獲七座葛萊美獎
- 1960年：艾瑞克·亞當斯，美國政治人物，現任紐約市市長
- 1961年：江蕙，台灣女歌手
- 1962年：路德·古利特，荷蘭足球員、足球領隊
- 1962年：托尼·卡斯卡里诺，英國足球運動員、體育播音員
- 1964年：彼得·費亞拉，捷克政治學家、政治人物，現任捷克總理
- 1966年：羅美薇，香港演員
- 1967年：坂本雄一，日本陸上自衛隊自衛官
- 1968年：穆罕默德·阿塔，埃及恐怖分子，基地組織成員，九一一事件劫機者領袖（2001年逝世）
- 1969年：潘儀君，台灣演員
- 1969年：亨宁·伯格，挪威退役職業足球運動員、現役主教練
- 1970年：湯屋敦子，日本女性聲優
- 1970年：黃晸珉，韓國男演員
- 1974年：山本寬，日本動畫演出家
- 1974年：伯恩·戈曼，英國男演員
- 1975年：轟賢二郎，日本男子帆船運動員
- 1975年：卡蒂诺·莫布利，美國職業籃球運動員
- 1975年：瑪麗安娜·伊斯坎德爾，埃及裔美國公益創業家、律師，現任維基媒體基金會執行長
- 1976年：福西崇史，日本足球運動員
- 1978年：中島沙樹，日本女性聲優
- 1981年：朴孝信，韓國男歌手
- 1984年：劉盈秀，台灣電視主播
- 1984年：平冈祐太，日本男演員
- 1984年：喬·特洛曼，美國樂手，打倒男孩成員
- 1984年：魯德溫·葛瑞森，瑞典作曲家、指揮家、唱片製作人
- 1986年：加埃爾·蒙菲爾斯，法國職業網球運動員
- 1986年：江疏影，中國女演員
- 1987年：王炳忠，台灣政治人物
- 1989年：丹尼爾·史杜历治，英國足球運動員
- 1989年：柯斯莫·賈維斯，美國裔英國男演員、音樂人
- 1991年：秦俊傑，中國男演員
- 1991年：小卡洛斯·塞恩斯，西班牙一級方程式賽車車手
- 1992年：禹惠林，韓國女子偶像團體Wonder Girls成員
- 1992年：奧莉薇亞·格羅夫納，英國貴族，西敏公爵夫人
- 1993年：上西哲平，日本男性聲優
- 1993年：今永昇太，日本職業棒球運動員
- 1994年：桃田賢斗，日本男子羽球運動員
- 1994年：馬修·菲茨派翠克，英國男子高爾夫球運動員
- 1994年：小卡洛斯·塞恩斯，西班牙一級方程式賽車車手
- 1996年：千黛亞，美國女演員、歌手
- 1997年：田柾國，韓國男子偶像團體防彈少年團成員
- 2000年：醍醐虎汰朗，日本男演員
- 2002年：羅密歐·貝克漢，英國職業足球運動員，大衛·貝克漢次子
- 2003年：安俞真，韓國女子偶像團體IZ*ONE、IVE成員

## 逝世
- 870年：穆罕默德·布哈里，波斯学者（810年出生）
- 1256年：藤原赖经，日本鎌倉幕府第4代征夷大將軍（1218年出生）
- 1274年：宗尊亲王，日本镰仓幕府第6代征夷大将军（1242年出生）
- 1443年：世阿彌，日本室町時代猿樂藝師（1363年出生）
- 1557年：雅克·卡蒂埃，法国航海家（1491年出生）
- 1648年：马兰·梅森，法国神学家、数学家、音乐理论家（1588年出生）
- 1715年：路易十四，法国国王（1638年出生）
- 1838年：威廉·克拉克，美国探险家（1770年出生）
- 1899年：李仙得，法裔美國外交官（1830年出生）
- 1908年：亞歷山大·科爾金，俄羅斯數學家（1837年出生）
- 1934年：竹久夢二，日本畫家、詩人（1884年出生）
- 1948年：湯瑪士·帕奈爾，澳大利亞物理學家（1881年出生）
- 1948年：冯玉祥，國民革命軍將領（1882年出生）
- 1961年：埃羅·薩里寧，芬蘭裔美國建築師、設計師（1910年出生）
- 1971年：保羅·尼漢斯，瑞士外科醫生（1882年出生）
- 1972年：何香凝，中國革命黨人、國畫家（1878年出生）
- 1981年：亞伯特·史佩爾，德國建築師、政治人物（1905年出生）
- 1982年：瓦迪斯瓦夫·哥穆爾卡，波蘭政治人物（1905年出生）
- 1988年：路易斯·阿爾瓦雷茨，美國物理學家，1968年諾貝爾物理學獎得主（1911年出生）
- 1989年：鍾保羅，香港影視藝員（1959年出生）
- 1990年：埃德溫·賴肖爾，美國歷史學家、外交家（1910年出生）
- 2005年：朱向东，中华人民共和国国家统计局副局长（1955年出生）
- 2005年：杨宽，中国历史学家（1914年出生）
- 2006年：羅鷹石，香港企業家（1913年出生）
- 2009年：張真英，韓國女演員（1974年出生）
- 2010年：若乃花幹士，日本相撲力士，第45代橫綱（1928年出生）
- 2013年：郭東修，台灣知名殯葬業者（1962年出生）
- 2013年：策纳伊·帕尔，匈牙利前足球运动员及教练（1932年出生）
- 2019年：姚筱舟，中國作家、工程師（1933年出生）
- 2022年：楊永松，中國人民解放軍將領，中國人民解放軍開國少將（1919年出生）
- 2022年：芭芭拉·艾倫瑞克，美國作家、政治活動家、美國民主社會主義者（1941年出生）
- 2024年：徐少強，香港男演員、武術指導（1950年出生）

## 节假日和习俗
- ：枝条节（英语：Wattle Day）
- 中華民國：記者節
- 中国， 英国， 香港， 澳門：这些地区与其他许多亚欧国家的中小學普遍於每年的9月1日作為新學年的開學日。如遇上9月1日為假日或是星期六、星期日，則可能順延至第一個平日，最遲為9月3日
- ：武装奋斗开始纪念日
- ：国旗日
- 日本：防災日
- 新西兰：随机善行日
- 波蘭：退伍军人节
- 俄羅斯、 乌克兰、 亞美尼亞：知识日
- 斯洛伐克：宪法日
- ：独立日